# Гуров, Вадим Николаевич
Вади́м Никола́евич Гу́ров (22 февраля 1937, Кривой Рог, Днепропетровская область — 16 декабря 2015, Киев) — советский металлург, украинский политик, народный депутат Верховной рады Украины 2—4 созывов, председатель комитета Верховной рады Украины по вопросам базовых отраслей и социально-экономического развития регионов. Кандидат технических наук, заслуженный металлург Украины.

## Биография
Родился 22 февраля 1937 года в городе Кривой Рог.
В 1954 году поступил и в 1959 году окончил Днепропетровский металлургический институт, инженер-металлург.
В 1959—1994 годах работал на комбинате «Криворожсталь». Начинал трудовой путь подручным сталевара мартеновского цеха, потом стал начальником этого цеха. Руководил одновременно двумя цехами — мартеновским и конвертерным № 1.
В 1994 году был членом Партии труда. Депутат Криворожского городского совета.
На парламентских выборах 1994, 1998 и 2002 годов самовыдвигался, был избран народным депутатом Верховной рады Украины IV созыва по одномандатному избирательному округу в Днепропетровской области.
Являлся главой представительства ПАО «АрселорМиттал Кривой Рог» в Киеве.
Умер 16 декабря 2015 года в Киеве, где похоронен на Байковом кладбище.

## Интересные факты
- Дмитрий Степанюк от координационного совета общественных организаций «Кривий Ріг — рідне місто!» внёс предложение о переименовании улицы Постышева в улицу Вадима Гурова, которая проходит по территории Металлургического и Долгинцевского районов, к которым Вадим Николаевич имел отношение;
- Благодаря знаниям и гуровскому закону об экономическом эксперименте металлургия Украины получила стабилизацию в конце 1990-х — первой половине 2000-х годов;
- Благодаря гуровскому 1 % от продажи Криворожстали Кривой Рог получил 240 млн грн для развития социальной инфраструктуры.

## Награды
- дважды орден Трудового Красного Знамени;
- Заслуженный металлург Украины;
- Почётная грамота Верховной рады Украины;
- Почётная грамота Кабинета Министров Украины (26 декабря 2003)[3];
- Почётный знак отличия Президента Украины (июль 1994);
- Знак «За заслуги перед городом» (Кривой Рог) (3-й (10.05.2000), 2-й (21.02.2006), 1-й (14.02.2007) степеней)[4];
- Почётный гражданин Кривого Рога (28.02.2007)[4];
- Почётный гражданин Криворожского района (2008)[5];
- Юбилейная медаль «20 лет независимости Украины» (19 августа 2011)[6];
- Орден «За заслуги» (Украина) (3-й, 2-й (02.2002), 1-й (4 августа 2004)[7] степеней).

## Память
- Именем названа улица в Кривом Роге[8];
- Баскетбольный турнир памяти Вадима Гурова в Кривом Роге[9].